# Deutschland (Muhabbet-Lied)
Deutschland ist ein Lied des deutsch-türkischen Sängers Muhabbet und sieben weiterer Künstler des Musiklabels Plak Music, zum Beispiel Bektas, das diese mit den Außenministern Deutschlands und Frankreichs, Frank-Walter Steinmeier und Bernard Kouchner, einsangen. Es handelt davon, warum Migrantenkinder gerne in Deutschland leben.
Aufgenommen wurde das Stück 2007 im Tonstudio des Kreuzberger Labels. Bevor es im Dezember 2007 auch als CD-Single veröffentlicht wurde, war „Deutschland“ bereits als Internetdownload erschienen.

## Inhalt
Das Lied zeigt sich mit Versen wie „Deutschland, warum verschließt du dich? Deutschland, leg deine Karten auf den Tisch! […] Komm runter, komm endlich klar, versteh mich und nimm mich wahr, dein Urteil ist nicht wahr, vergiss doch mal das schwarze Haar“ durchaus auch deutschlandkritisch. Im Vordergrund steht aber die Lust von Migranten der zweiten Generation, in Deutschland zu leben.

## Interpreten
Bei den Interpreten des Songs handelt es sich um alle zum Zeitpunkt der Aufnahme aktuellen Künstler des Plak-Music-Labels.

### Beteiligung Steinmeiers und Kouchners
Die beiden mitwirkenden Politiker singen in dem Lied nur das Wort „Deutschland“ bzw. „Frankreich“.

## Vorwürfe nach der Aufnahme
Anlässlich der Aufnahme des „Deutschland“-Liedes mit Steinmeier erhob eine Journalistin des Hessischen Rundfunks, Esther Schapira, schwere Vorwürfe gegen Muhabbet, die seiner Glaubwürdigkeit bei einem integrativen Projekt dieser Art diametral entgegensprächen. In einem Fernsehinterview für die Tagesthemen sagte sie am 12. November 2007, Muhabbet habe nach der Preisverleihung am 20. Oktober 2007 für ihren Film gegenüber ihr und ihrem Kollegen Kamil Taylan über die Ermordung Theo van Goghs geäußert, dieser habe noch Glück gehabt, dass er so schnell gestorben sei. Er hätte ihn in den Keller gesperrt und gefoltert. Dann soll Muhabbet hinzugefügt haben, dass auch Ayan Hirsi Ali den Tod verdienen würde. Taylan bestätigte die Darstellung Schapiras. 
Muhabbet äußerte sich in den Tagesthemen desselben Tages zu den Vorwürfen. Er finde „jeglichen Mordaufruf katastrophal“ und sagte: „Ich weise diese Anschuldigungen komplett zurück.“ Sein Manager Jochen Kühling hatte da noch dementiert, dass der Mord überhaupt bei der Filmgala diskutiert worden sei. Gegenüber der BILD-Zeitung äußerte sich Muhabbet am 14. November 2007 zum Inhalt des Streitgespräches zwischen ihm und Frau Schapira so: „Ich habe gesagt, ein fundamentalistischer Moslem kann beim Anblick einer nackten Frau in einer Moschee – wie im Van-Gogh-Film – ausflippen und denken: Wer solche Bilder macht, den foltere ich erst und töte ihn dann.“
Steinmeier betonte, Muhabbet sei „kein Islamist“. Laut.de relativierte: „Da sich Muhabbet an Kampagnen gegen Gewalt für Bravo und The Dome engagiert, weiter Schulbands und SOS-Kinderdörfer fördert, sogar UNICEF-Botschafter ist, ist es fraglich, ob die ARD mit der Veröffentlichung dieses Berichts nicht etwas anderes bezwecken will.“.

## Belege
1. 1 2  „Deutschland“-Song Vorstellung in den ARD-Tagesthemen vom 12. November 2007
2. ↑  Thorsten Dörting und Reinhard Mohr: „Musterknabe unter Islamismus-Verdacht“, Spiegel Online, 13. November 2007, eingesehen: 18. November 2007.
3. ↑  Steinmeier-Komponist Muhabbet wehrt sich gegen Vorwürfe – „Ich bin gegen Gewalt“, BILD.T-Online.de, 14. November 2007 (Memento vom 17. November 2007 im Internet Archive)
4. ↑  Bericht auf laut.de über die Berichterstattung von ARD, 23. November 2007